# Constant-Louis-Antoine Lorichon
Constant-Louis-Antoine Lorichon (Paris, 20 octobre 1800 - Beaune, 8 novembre 1868) est un graveur français.
Élève de Forster, il obtient le deuxième prix de Rome en gravure en 1818 et le premier prix de Rome en gravure en 1820. En 1823, il grave un Ecce homo d'après Le Titien et, en 1825, le Mariage mystique de sainte Catherine d'Alexandrie d'après Le Corrège.
Il obtient une 2e médaille en 1827 et une 1re médaille en 1836.
Il est domicilié au no 55 quai de l'Horloge à Paris au moins de 1825 à 1835.

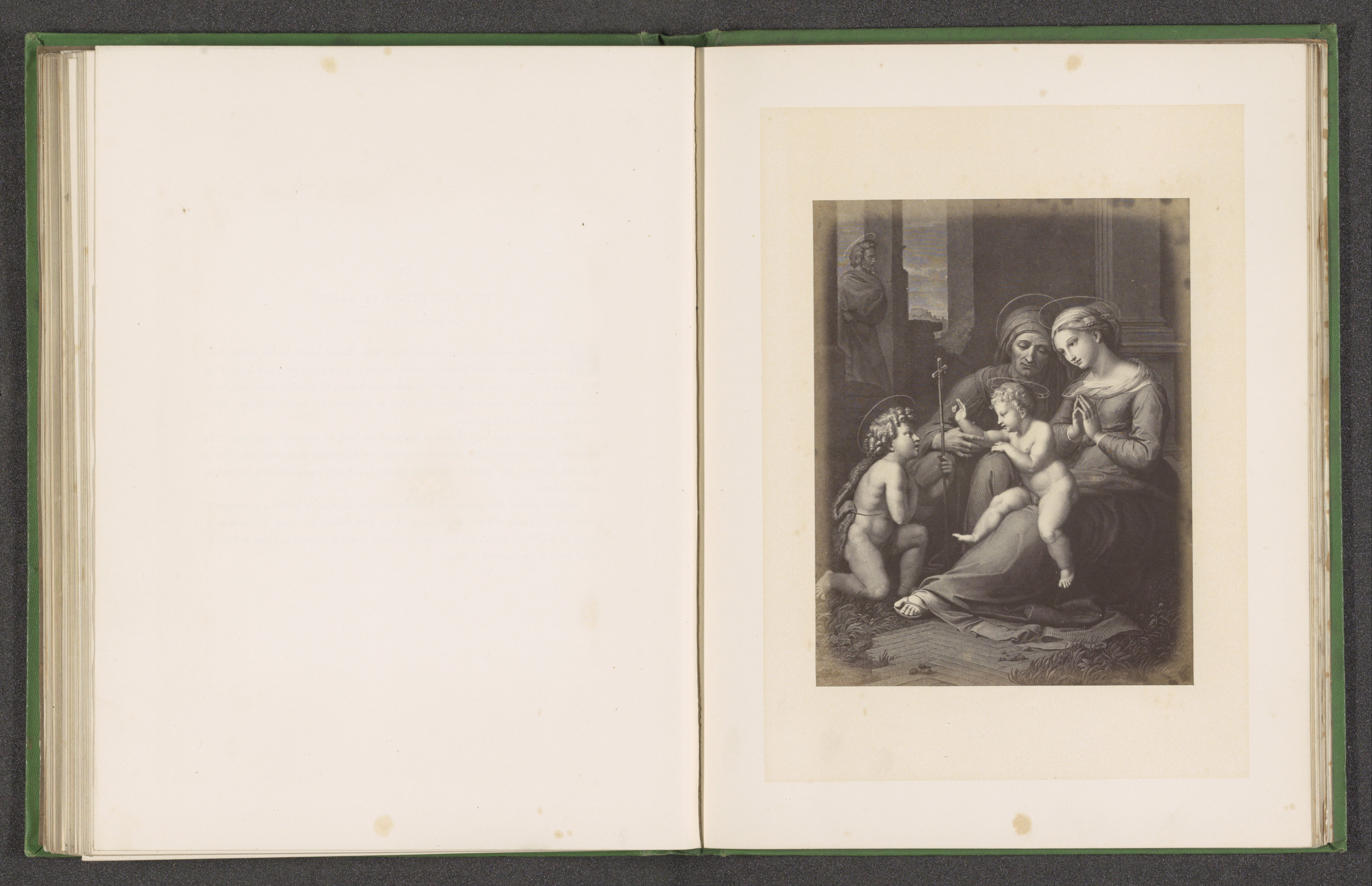
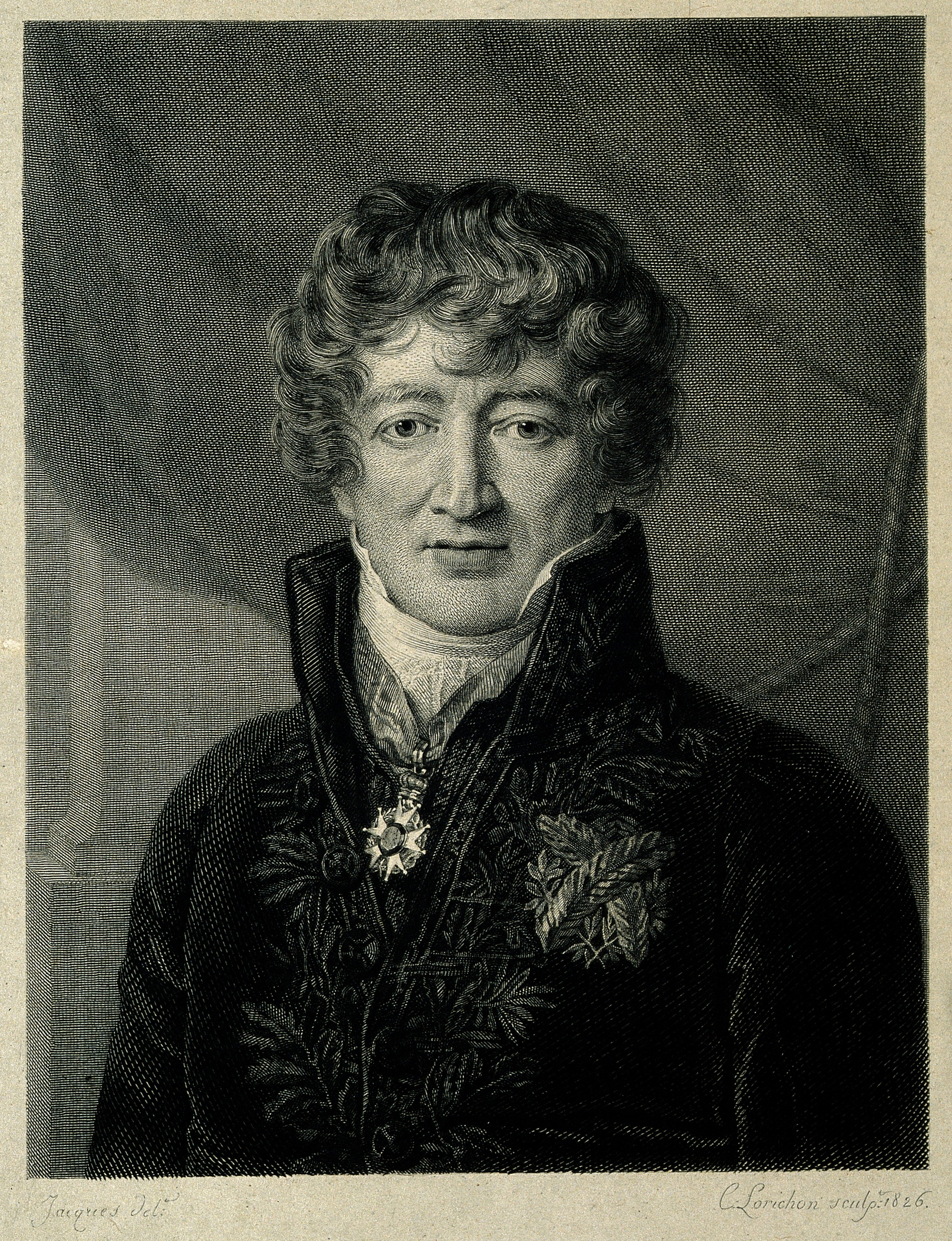
Cuvier (1826).